# Medalha Anton Tedesko
A Medalha Anton Tedesko (em inglês:  Anton Tedesko Medal) é concedida pela Fundação International Association for Bridge and Structural Engineering (Fundação IABSE) é uma premiação dupla, em reconhecimento a um laureado e em suporte financeiro a um jovem engenheiro fellow da IABSE.
A medalha é concedida a um/uma engenheiro/a estrutural de destaque em reconhecimento a seu/sua obra, e inclui um estipêndio de CHF 25.000 para uma licença de estudos para um jovem engenheiro promissor ganhar experiência prática em uma prestigiosa firma de engenharia fora de seu país.
A medalha é denominada em memória de Anton Tedesko (1903 – 1994) (algumas vezes escrito 'Tedesco'), que foi um proeminente engenheiro, eminente projetista e construtor de estruturas inovativas. A premiação foi criada em 1998.

## Recipientes
| Ano  | Laureado                                 | Fellow                        |
| ---- | ---------------------------------------- | ----------------------------- |
| 1998 | Alexander C. Scordelis, Estados Unidos   | Diego Cobo del Arco, Espanha  |
| 2000 | Niels J. Gimsing, Dinamarca              | Dong Xu, China                |
| 2002 | Hajime Okamura, Japão                    | Amorn Pimanmas, Tailândia     |
| 2004 | Robert Silman, Estados Unidos            | John Anderson, Estados Unidos |
| 2007 | John C. Badoux, Suíça                    | Anand P. Singh, Nepal         |
| 2008 | Hai-Fan Xiang, China                     | Marvin Sabado, Filipinas      |
| 2010 | Koichi Takanashi, Japão                  |                               |
| 2012 | Professor Emérito Paul Grundy, Austrália |                               |
| 2015 | Esko Järvenpää, Finlândia                |                               |